# Astragalus scheremetevianus
Astragalus scheremetevianus är en ärtväxtart som beskrevs av Boris Fedtjenko. Astragalus scheremetevianus ingår i släktet vedlar, och familjen ärtväxter. Inga underarter finns listade i Catalogue of Life.